# 강성혁
강성혁(姜盛赫, 2005년 8월 24일 ~ )은 대한민국의 축구 선수이다. 포지션은 골키퍼이다. 현재 양주시민축구단 소속이다.